# 15965 Robertcox
15965 Robertcox è un asteroide della fascia principale. Scoperto nel 1998, presenta un'orbita caratterizzata da un semiasse maggiore pari a 2,9961240 UA e da un'eccentricità di 0,0883039, inclinata di 12,22218° rispetto all'eclittica.